# Granollers
Granollers este un oraș în Spania în comunitatea Catalonia în provincia Barcelona. În 2006 avea o populație de 58.940 locuitori. Este capitala comarcii Vallès Oriental.